# SCD-1
Il Satellite di Raccolta di Dati 1 (in portoghese Satélite de Coleta de Dados 1) o semplicemente SCD-1 è il primo satellite brasiliano lanciato allo spazio. Ha il compito di realizzare la raccolta di dati ambientali per poi essere raccolti da stazioni e distribuiti ad organizzazioni e ad utenti diversi.
Il SCD-1 fu lanciato nel 9 febbraio 1993, attraverso un razzo del tipo Pegasus, dopo essere stato trasportato sotto l'ala di un aereo B-52, della NASA, che lo lanciò a 13 km di altitudine.
Il SCD-1, il SCD-2, la serie CBERS (6 satelliti) e l'Amazônia-1 sono satelliti fabbricati per il Brasile o in cooperazione con altri paesi.